# Moraea macronyx
Moraea macronyx är en irisväxtart som beskrevs av Gwendoline Joyce Lewis. Moraea macronyx ingår i släktet Moraea och familjen irisväxter. Inga underarter finns listade i Catalogue of Life.

## Bildgalleri

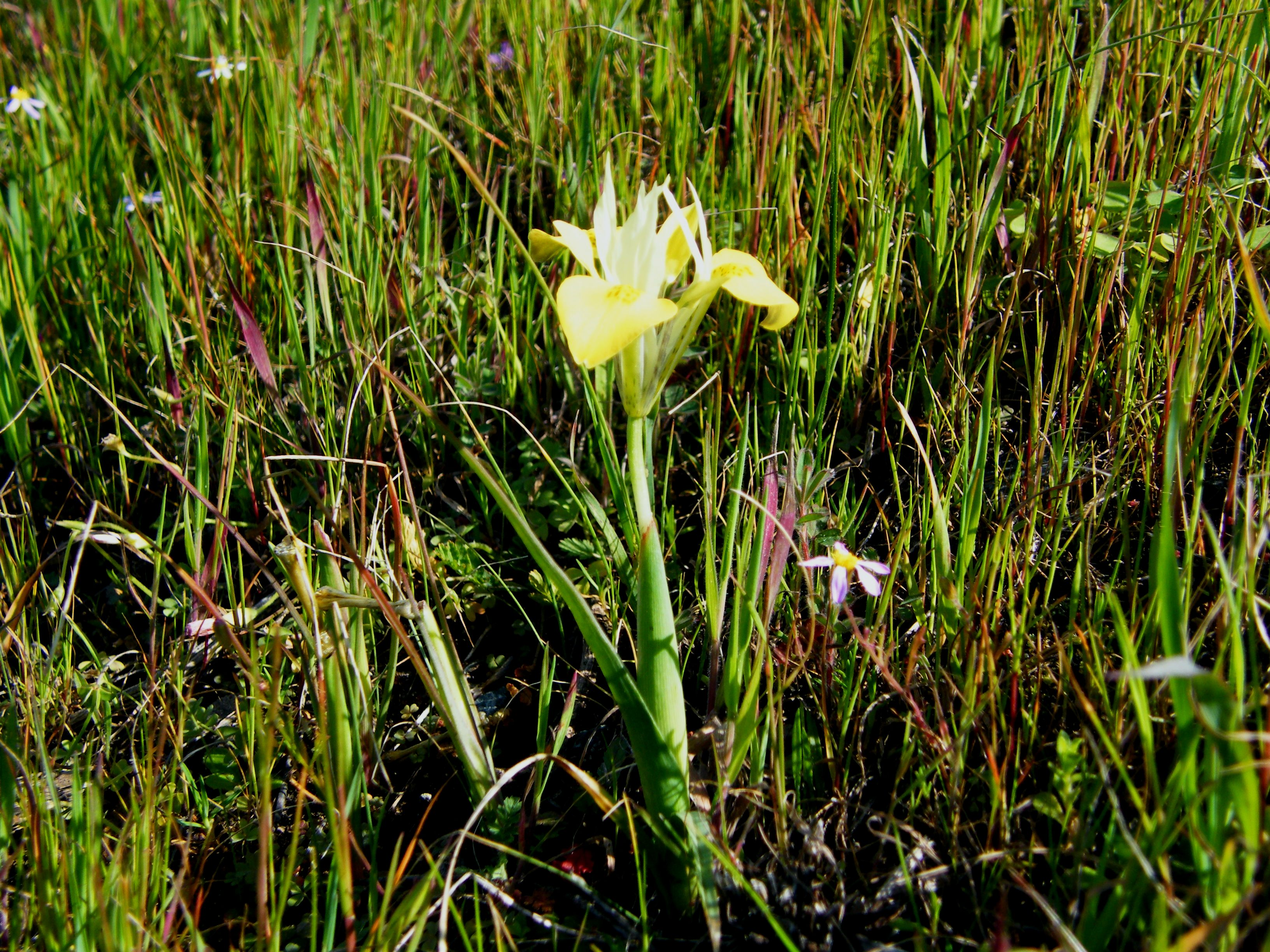
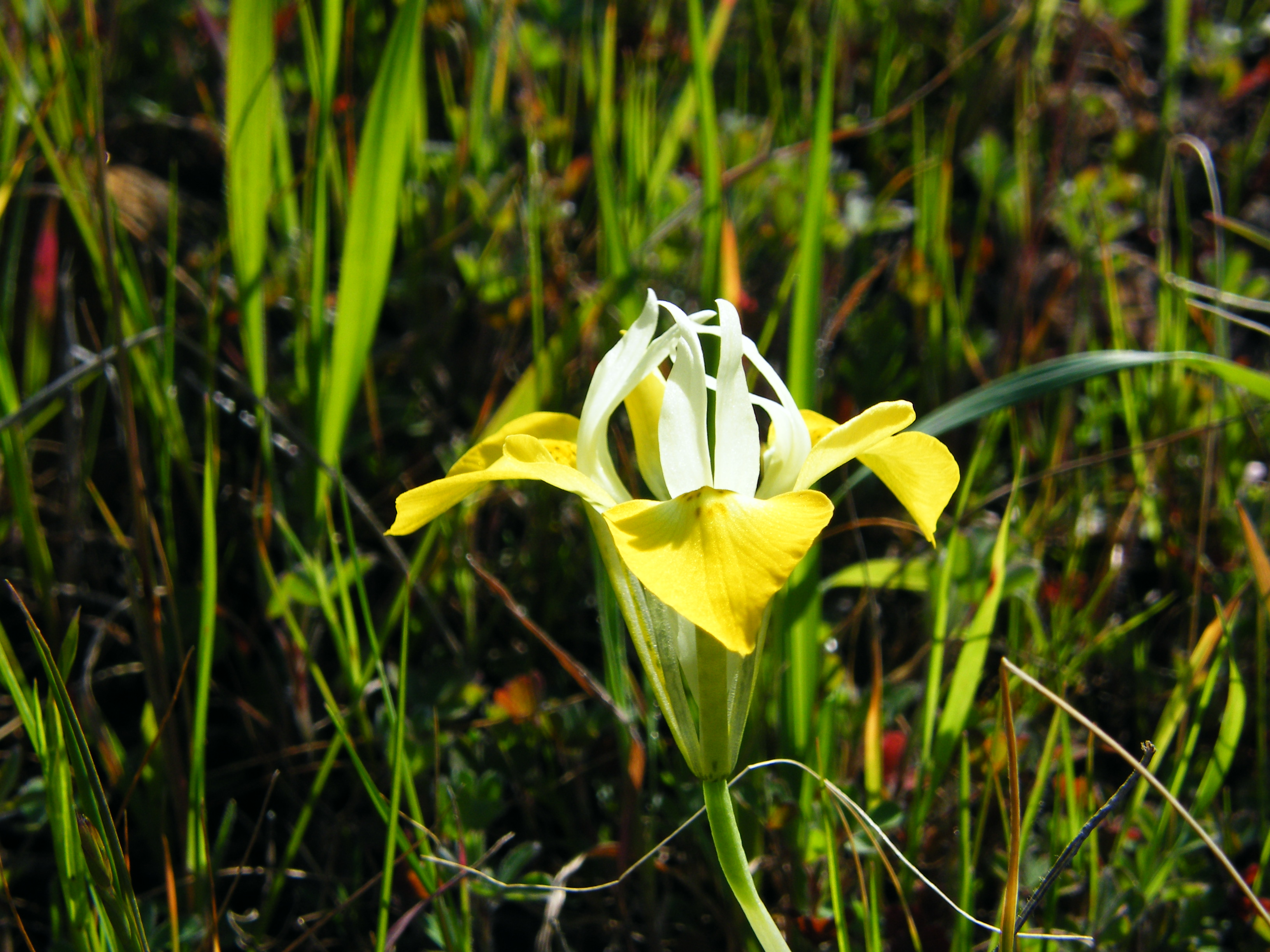